# 奇拉·多蘭
奇拉·多蘭（英語：Ciara Doran，1995年9月18日—）是一位英國音樂人。他是蒼白浪潮樂隊的鼓手、製作人和作詞人。

## 早期生活
奇拉在英格蘭曼徹斯特長大，大學時就讀英國及愛爾蘭現代音樂學院，認識到好朋友海瑟·巴倫-格雷西，二人共同建立了Creek樂隊（現為Pale Waves）。自那時起二人便在創作上維持緊密合作關係，一起完成了幾乎全部歌的創作，奇拉負責製作，海瑟負責寫詞。

## 個人生活
奇拉屬於非二元性別或跨性別男性，代名詞為「他們」(they/them)而非「他」或「她」。奇拉有一個正在交往的女朋友。
2020年3月，他們與樂隊成員吉他手Hugo和低音結他手Charlie在柏林前往海爾希的歐洲巡演助演途中發生了交通事故，他們所乘坐的旅游巴士滑出結冰的路面、側翻滾入路邊的渠溝，把成員和工作人員們困在巴士中。他們最後安全逃脫並無生命危險，僅造成輕傷。奇拉事後在Instagram發文講述事故：「被困在巴士中是我經歷過最恐怖的事情之一，我們真的以爲我們要死掉。事故造成的傷勢會復原，但這(留下的陰影)會永遠伴隨我們」。
2021年2月5日，奇拉在與DIY雜誌的訪問中提到樂隊在經歷生命中的重大變化(車禍)後，都更加關注自己作爲獨立個體的身份，而這種覺醒令她認清了自己的性別不安，開始跟隨內心的感覺去打扮。2021年6月3日的驕傲月時，奇拉在Instagram上發文說自己開始了服用睪酮。

## 外部連結
- 奇拉·多蘭的Instagram帳戶
- 奇拉·多蘭的X（前Twitter）